# ملف نصي

ملف نصي

الملف النصي (بالإنجليزية: text file) هو نوع من ملفات الحاسوب التي تُنظم في سلسلة من السطور. يتم تخزين الملفات النصية في أنظمة ملفات الحاسوب. في بعض أنظمة التشغيل التي لا تقوم بتتبع حجم الملف بالبايت مثل سي بي/إم (CP/M) وإم إس-دوس (MS-DOS)، تُعلم نهاية الملفات النصية بإضافة رمز أو عدة رموز خاصة تعرف باسم مُعلمات نهاية الملف. تضاف هذه الرموز بعد آخر سطر في الملف النصي. أما بالنسبة لأنظمة التشغيل الحديثة مثل مايكروسوفت ويندوز والأنظمة الشبيهة باليونكس، لا تحتوي الملفات النصية على معلمات نهاية الملف حيث أن نظام التشغيل يتعقب حجم الملف بالبايت. تنتهي الملفات النصية العادية بالإمتداد txt أو rtf.

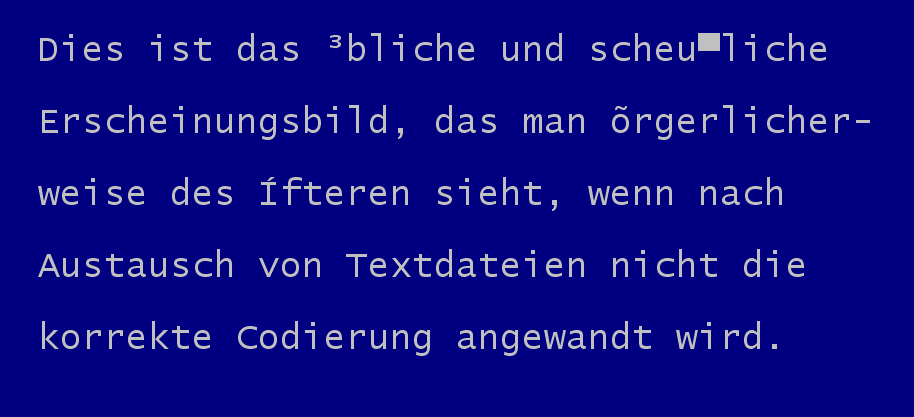
ملف نصي

بشكل عام، تنقسم ملفات الحاسوب إلى نوعين: ملفات نصية وملفات ثنائية. الملف النصي مصطلح يشير إلى نوع من الأوعية، بينما النص العادي يشير إلى المحتوى نفسه. قد تحتوي الملفات النصية نصوصا عادية غير محدودة.

## تخزين البيانات
تستخدم الملفات النصية لتخزين البيانات بسبب بساطتها. ويمكن تفادي العديد من المشاكل باستخدام الملفات النصية. على سبيل المثال، يمكن استرجاع محتوى الملفات النصية بسهولة عند حصول تلف للبيانات.

## التنسيق
في معظم أنظمة التشغيل يشير الملف النصي إلى النص العادي الذي يحتوي على تنسيقات قليلة جدا (على سبيل المثال، لا توجد نصوص غامقة أو مائلة). ويمكن عرض هذه الملفات وتحريرها باستخدام محررات النصوص البسيطة. تحتوي الملفات النصية عادة على ميمي (MIME) من نوع "text/plain"، مع معلومات إضافية تشير إلى ترميز الملف.

## مميزات الملفات النصية
- يمكن انشاؤها والتعديل عليها باستخدام العديد من البرامج غير المعقدة
- يمكن نقلها بين نظم التشغيل المختلفة
- صغيرة الحجم مقارنة بالملفات النصية ذات الإمتدادات الأخرى التي تشمل نفس المحتوى (النص)
- لا يمكن تضمين سلوك خفي أو برمجيات خبيثة فيها لذا فهي آمنة

## إنشاء ملف نصي عادي
يمكن إنشاء ملف نصي من خلال محرر نصوص مثل المفكرة الموجود في نظام التشغيل ويندوز بالطريقة التالية
1. الضغط على قائمة ابدأ
2. البحث عن المفكرة أو مايكروسوفت وورد أو وورد باد
3. كتابة النص
4. حفظ الملف

أو من خلال الطريقة الآتية (خاصة بنظام التشغيل ويندوز):
1. فتح سطح المكتب
2. الضغط بزر الفأرة الأيمن واختيار جديد
3. الضغط على مستند نصي جديد
4. كتابة النص
5. حفظ الملف

## محررات الملفات النصية
- المفكرة (Notepad)، نظام التشغيل ويندوز
- نوتباد ++ (Notepad++)، نظام التشغيل ويندوز
- براكيت (Brackets)، أنظمة التشغيل ويندوز ولينكس وماك
- كومودو إديت (Komodo Edit)، أنظمة التشغيل ويندوز ولينكس وماك
- تيكست مايت (TextMate)، نظام التشغيل ماك
- فيم (Vim)، أنظمة التشغيل ويندوز ولينكس
- أتوم (Atom)، أنظمة التشغيل ويندوز ولينكس وماك
- وورد باد (Microsoft WordPad)، نظام التشغيل ويندوز

## أدوات أخرى للعمل في الملفات النصية
هناك الكثير من الأدوات التي أبتكرت للعمل على الملفات النصية منها ما يلي:
- برامج لحماية الملف عن طريق التشفير حيث يمكن تشفير الملفات النصية من خلال برامج مختصة مثل زيب سفن (Zip-7) الذي يعتبر من أفضل الخيارات لحماية النص[6]
- برامج خاصة لمقارنة ملفين نصيين معاً وتحتوي على أدوات مقارنة نصية خاصة بحيث تمكن من متابعة التعديلات على الملف النصي[7]
- برامج لتحويل الملفات النصية وحفظها لتكون للقراءة فقط ولا يمكن تحريرها من قبل شخص آخر بعد أن يتم تحويلها إلى صيغة المستندات المنقولة (pdf)[8]
- أداوات لتقسيم الملفات النصية إلى أجزاء إن كانت كبيرة مثل أداة تكست فايل سبلت (Text file Split) التي طرحتها مايكروسوفت[9]
- تطبيقات لمشاركة الملفات النصية مثل تطبيق ون درايف (Onedrive)[10] وهي مساحة تخزين يتيحها الموقع لمشاركة الملفات وحفظها على الشبكة العنكبوتية في حساب خاص بالمستخدم موجود في مايكروسوفت وورد بحيث يتيح الرجوع إلى الملفات المكتوبة ومشاركتها عبر البريد الإلكتروني مع أي شخص لتحريرها أو الإطلاع عليها.

## أنواع الملفات النصية في أنظمة تشغيل الكمبيوتر
يوجد ثلاثة أنواع شائعة للملفات النصية على حسب نظام التشغيل وهي كالآتي:
1. الملفات النصية في نظام التشغيل ويندوز
2. الملفات النصية في نظام التشغيل يونكس
3. الملفات النصية في نظام التشغيل ابل

### الملفات النصية في نظام تشغيل ويندوز
يستخدم كل من مايكروسوفت دوس ومايكروسوفت ويندوز تنسيق ملف نصي شائع، مع فصل كل سطر من النص بتركيبة مكونة من حرفين: إرجاع السطر (CR) وتغذية السطر (LF). من الشائع ألا يتم إنهاء السطر الأخير من النص بعلامة CR-LF، ولا تقوم العديد من برامج تحرير النصوص (بما في ذلك المفكرة Notepad) بإدراج واحد في السطر الأخير تلقائيًا.
في أنظمة تشغيل مايكروسوفت ويندوز، يعتبر الملف كملف نصي إذا كانت لاحقة اسم الملف (ملحق اسم الملف) هي txt. ومع ذلك، يتم استخدام العديد من اللواحق الأخرى للملفات النصية ذات الأغراض المحددة. على سبيل المثال، عادةً ما يتم الاحتفاظ بالشيفرة المصدرية لبرامج الكمبيوتر في ملفات نصية لها لاحقات تشير إلى لغة البرمجة التي تمت كتابة الشيفرة المصدرية بها.
تستخدم معظم ملفات مايكروسوفت ويندوز النصية ترميز ANSI أو OEM أو Unicode أو UTF-8. ما يسمى في مصطلحات مايكروسوفت ويندوز بـ «ترميزات ANSI» عادةً ما يكون ترميزات ISO / IEC 8859 أحادية البايت (على سبيل المثال، ANSI في قوائم مايكروسوفت نوتباد هي صفحة رمز النظام، غير يونيكود، ترميز قديم)، باستثناء لغات مثل الصينية واليابانية والكورية التي تتطلب مجموعات أحرف مزدوجة البايت. تم استخدام ترميزات ANSI تقليديًا كلغات نظام افتراضية داخل مايكروسوفت ويندوز، قبل الانتقال إلى يونيكود. على النقيض من ذلك، تم تعريف ترميزات OEM، والمعروفة أيضًا باسم صفحات التعليمات البرمجية لدوس، بواسطة آي بي إم لاستخدامها في نظام عرض وضع نص كمبيوتر آي بي إم الأصلي. وهي تشتمل عادةً على أحرف رسومية ورسم خطي شائع في تطبيقات دوس. تحتوي ملفات مايكروسوفت ويندوز النصية المشفرة بيونيكود على نص بتنسيق تحويل UTF-16 Unicode. تبدأ مثل هذه الملفات عادةً بـ (Byte Order Mark BOM)، الذي ينقل نهاية محتوى الملف. على الرغم من أن UTF-8 لا يعاني من مشاكل الاتصال الداخلي، فإن العديد من برامج مايكروسوفت ويندوز (مثل المفكرة Notepad) تعتمد مسبقًا على محتويات الملفات المشفرة UTF-8 مع BOM لتمييز ترميز صيغة التحويل الموحد-8 (UTF-8) عن ترميزات الثمانية بت الأخرى.

### الملفات النصية في نظام تشغيل يونكس
في أنظمة التشغيل الشبيهية بيونكس، يتم وصف تنسيق الملفات النصية بدقة. يعرف بوزيكس (POSIX) الملف النصي كملف يحتوي على أحرف منظمة في صفر أو أكثر من الأسطر، حيث تكون الأسطر تسلسلات من صفر أو أكثر من الأحرف غير حرف السطر الجديد بالإضافة إلى حرف السطر الجديد الذي عادة ما يكون LF.
بالإضافة إلى ذلك، يحدد بوزيكس ملفات الطباعة كملفات نصية تكون أحرفها قابلة للطباعة، أو مسافة، أو مسافة خلفية وفقاً للقواعد الإقليمية. مما يستثني معظم أحرف التحكم التي لا يمكن طباعتها.

### الملفات النصية في نظام تشغيل ابل
قبل ظهور نظام التشغيل ماك أو إس إكس (Mac OS X) الذي يسمى الآن (macOS)، يعتبر نظام مالك أو إس الكلاسيكي محتوى الملف (تفرع البيانات) نصيًا عندما تشير تفرعات المورد الخاصة به إلى أن نوع الملف TEXT. يتم إنهاء سطور ملفات ماكنتوش النصية بأحرف CR.
وبكونه يعتمد على يونكس، يستخدم ماك أو إس تنسيق بوزيكس للملفات النصية. معرف النوع الموحد (UTI) المستخدم للملفات النصية في ماك أو إس هو "public.plain-text". بالإضافة، الـ UTIs الأكثر تحديدا هي "public.utf8-plain-text" للنص الذي يستخدم ترميز صيغة التحويل الموحد-8 (utf-8) وكلا من "public.utf16-external-plain-text" و"public.utf16-plain-text" للنص الذي يستخدم ترميز صيغة التحويل الموحد-16 (utf-16) و"com.apple.traditional-mac-plain-text" لملفات ماك أو إس النصية الكلاسيكية.

## العرض
عند الفتح من قبل محرر النصوص، يتم عرض محتوى قابل للقراءة للمستخدم. يتكون هذا المحتوى غالباً من النص العادي المرئي للمستخدم. اعتماداً على التطبيق، قد يتم عرض رموز التحكم كتعليمات حرفية يتصرف المحرر على أساسها أو كأحرف هروب مرئية يمكن تحريرها كنص عادي. على الرغم من أنه قد يكون هناك نص عادي في ملف نصي، يمكن أن تظهر أحرف التحكم داخل الملف (خاصة حرف نهاية الملف). يمكن اخفاء النص العادي بواسطة طرق معينة.

## اقرأ أيضًا
- محرر نصوص
- يونيكود
- آسكي
- امتداد الملف